# 단량체
단량체(單量體, 영어: monomer) 또는 단위체(單位體)는 다른 단량체 분자와 함께 반응하여 중합이라 불리는 과정을 통해 더 큰 중합체 사슬이나 3차원 네트워크를 형성할 수 있는 분자이다. 단량체(monomer)에서 "mono-"는 "하나(one)", "-mer"는 "부분(part)"를 의미한다.

단량체 분자: 중합을 거쳐 고분자의 필수 구조에 구성 단위를 제공하는 분자

## 분류
단량체는 여러 가지 방법으로 분류할 수 있다. 단량체는 형성하는 중합체의 종류에 따라 두 가지 부류로 크게 나눌 수 있다. 축합 중합에 참여하는 단량체는 부가 중합에 참여하는 단량체와는 다른 화학양론을 갖는다.
|  |

다른 분류 방식들은 다음과 같다.
- 천연 단량체 대 합성 단량체(예: 글리신 대 카프로락탐)
- 극성 단량체 대 비극성 단량체(예: 아세트산 비닐 대 에틸렌)
- 고리형 단량체 대 선형 단량체(예: 산화 에틸렌 대 에틸렌 글리콜)

한 종류의 단량체의 중합은 동종 중합체(homopolymer)를 형성한다. 많은 중합체들은 공중합체(copolymer)로 두 종류 이상의 서로 다른 단량체로 형성된다. 축합 중합의 경우 공단량체(comonomer)의 비율은 일반적으로 1:1이다. 예를 들어, 많은 양의 나일론을 생성하려면 동일한 양의 다이카복실산과 다이아민이 필요하다. 부가 중합의 경우 공단량체의 함량은 단지 몇 %에 불과하다. 예를 들어, 소량의 1-옥텐 단량체를 에틸렌과 공중합하여 특수한 폴리에틸렌을 생성한다.

## 합성 단량체
- 에틸렌 가스(H2C=CH2)는 폴리에틸렌의 단량체이다.
- 다른 변형된 에틸렌 유도체들은 다음과 같다.
  - 테트라플루오로에틸렌(F2C=CF2)은 폴리테트라플루오로에틸렌(테플론)의 단량체이다.
  - 염화 바이닐(H2C=CHCl)은 폴리염화 비닐(PVC)의 단량체이다.
  - 스타이렌(C6H5CH=CH2)은 폴리스타이렌의 단량체이다.
- 에폭사이드 단량체는 에폭시를 형성하기 위해 그 자체로 교차 결합되거나 공반응물을 첨가시켜 교차 결합될 수 있다.
- 비스페놀 A는 폴리카보네이트의 단량체이다.
- 테레프탈산은 에틸렌 글리콜과 함께 폴리에틸렌 테레프탈레이트를 형성하는 공단량체이다.
- 다이메틸다이클로로실레인은 가수분해시 폴리다이메틸실록세인을 생성하는 단량체이다.
- 에틸 메타크릴레이트는 아크릴레이트 중합체와 결합할 때 인공 손톱을 만드는 데 사용되는 아크릴레이트 플라스틱을 생성하는 아크릴 단량체이다.

## 생체고분자
"단량체 단백질"이란 용어는 다중 단백질 복합체를 구성하는 단백질들 중 하나를 지칭하기 위해 사용할 수 있다.

## 천연 단량체
주요 생체고분자에 사용되는 단량체들은 다음과 같다.

### 아미노산
단백질의 단량체는 아미노산이다. 단백질의 합성은 리보솜에서 일어난다. 일반적으로 20가지의 아미노산 단량체가 단백질 합성에 사용된다. 따라서 단백질은 동종 중합체가 아니다.

### 뉴클레오타이드
핵산(DNA, RNA)의 단량체는 뉴클레오타이드이며, 뉴클레오타이드는 핵염기, 오탄당, 인산으로 구성되어 있다. 뉴클레오타이드 단량체는 세포핵에서 발견된다. 4가지 종류의 뉴클레오타이드 단량체는 DNA의 전구물질이고, 다른 4가지 종류의 뉴클레오타이드 단량체는 RNA의 전구물질이다.

### 포도당 및 관련 당
다당류의 단량체는 단당류이다. 자연에서 가장 풍부한 단량체는 포도당이며, 셀룰로스, 녹말, 글리코젠과 같은 다당류 중합체에서 단량체인 포도당은 글리코사이드 결합에 의해 서로 연결되어 있다.

### 아이소프렌
아이소프렌은 중합되어 천연 고무를 형성하는 천연 단량체로, 대부분의 경우 시스-1,4-폴리아이소프렌이지만, 트랜스-1,4-폴리아이소프렌도 존재한다. 합성 고무는 종종 아이소프렌과 구조적으로 관련된 뷰타다이엔을 기반으로 한다.

## 같이 보기
- 단백질 소단위체
- 프레폴리머